# Siegfried Hug
Siegfried Hug (* 4. Dezember 1935 in Titisee-Neustadt; † 29. November 2020 in Hinterzarten) war ein deutscher Skilangläufer. Er nahm an den Olympischen Winterspielen 1960 in Squaw Valley teil und belegte im Rennen über 30 km den 33. Platz. Bei den Deutschen Nordischen Skimeisterschaften 1962 errang er über 50 km seinen einzigen nationalen Einzeltitel. Ferner gewann er 1959 und 1960 jeweils den Titel mit der Staffel. Hug bestritt mehrfach den Wasalauf und umrundete gemeinsam mit dem österreichischen Bergsteiger Peter Habeler die Annapurna.